# Bernhard Goetz
Bernhard Goetz mais conhecido pelo apelido de "Subway Vigilante" (sendo traduzido para o português como ''O Justiceiro do Metrô), atirou em quatro jovens negros em um vagão do metrô em Manhattan, Nova York, depois que eles supostamente tentaram roubá-lo em 22 de dezembro de 1984.

## Atirador
Bernhard Hugo Goetz nasceu em 7 de novembro de 1947, Queens, Nova York, filho de imigrantes alemães. Seu pai era luterano e sua mãe era judia antes de se converter ao luteranismo.  Enquanto crescia, Goetz morou com seus pais e três irmãos mais velhos no interior do estado de Nova York, onde seu pai administrava uma fazenda de laticínios e uma empresa de encadernação. Goetz frequentou um internato na Suíça  antes de retornar aos Estados Unidos para obter um diploma de bacharel em engenharia elétrica e engenharia nuclear pela Universidade de Nova York. Goetz então se mudou para Orlando, Flórida, para onde sua família havia se mudado, e trabalhou no negócio de desenvolvimento residencial de seu pai. Após o divórcio, Goetz voltou para Nova York, onde começou um negócio de eletrônicos em seu apartamento em Greenwich Village. 
Segundo Goetz, no início de 1981, ele foi vítima de um assalto na estação de metrô Canal Street. Goetz relatou que três adolescentes negros o jogaram contra uma porta de vidro e o jogaram no chão, ferindo seu peito e joelho.  Goetz se envolveu em uma briga com um dos adolescentes até a polícia chegar; esse indivíduo acusou Goetz de agredi-lo.  Para sua frustração, Goetz foi detido por seis horas, enquanto a pessoa que ele acusou foi libertada em duas horas e meia.  Goetz posteriormente solicitou uma autorização para portar uma arma de fogo oculta , com base no transporte rotineiro de equipamentos valiosos e grandes somas de dinheiro, mas seu pedido foi negado com base na "necessidade insuficiente".  Ele comprou o revólver calibre 38 de 5 tiros que ele usaria no tiroteio durante uma viagem à Flórida . 
Goetz era conhecido por usar linguagem racista: sua vizinha Myra Friedman relatou ter ouvido Goetz dizer: "A única maneira de limparmos esta rua é nos livrarmos dos negros e das mulheres" em uma reunião comunitária dezoito meses antes do tiroteio.  O relato de Friedman foi excluído do julgamento do júri criminal, mas em uma ação civil subsequente, Goetz admitiu ter usado ambos os epítetos em uma reunião de bairro.

## Incidente
No início da tarde de 22 de dezembro de 1984, quatro jovens do Bronx — Barry Allen, Troy Canty e Darrell Cabey, de 19 anos, e James Ramseur, de 18 anos — embarcaram em um trem 2 do centro da cidade (um expresso da Broadway). Canty testemunharia mais tarde que as vítimas estavam a caminho para roubar máquinas de fliperama em Manhattan.  Bernhard Goetz, de 37 anos, embarcou no trem na estação da 14th Street em Manhattan. Na época, cerca de quinze a vinte outros passageiros estavam em um vagão do metrô R22, o sétimo vagão do trem de dez vagões.  Os envolvidos e as testemunhas discordam sobre o que aconteceu a seguir.
Troy Canty perguntou a Goetz como ele estava,  e logo depois se levantou, aproximou-se de Goetz e fez uma proposta por dinheiro:  De acordo com Canty, ele sozinho se aproximou de Goetz e disse: "Posso pegar $ 5?"  De acordo com Goetz, Canty foi acompanhado por outro adolescente e Canty disse: "Dê-me cinco dólares" em um "tom normal" de voz com um sorriso no rosto. 
Em 1986, o Tribunal de Apelações de Nova York concluiu, a partir de evidências do grande júri, que Goetz sacou uma arma e disparou quatro tiros nos quatro jovens, atingindo inicialmente três deles.  Depois de abrir fogo inicialmente, Goetz então se abaixou para Cabey, que estava encolhido no chão, e disse: "Você não parece tão mal. Aqui está outro", e atirou mais uma vez.  A coluna vertebral de Cabey foi cortada, resultando em danos cerebrais e paralisia parcial. 
Pouco depois do tiroteio, o condutor do trem entrou no vagão e exclamou em voz alta: "O que está acontecendo?" Ele se aproximou de Goetz e perguntou o que aconteceu. Goetz apontou para o extremo norte do vagão e então disse a ele: "Eu não sei... eles tentaram me roubar e eu atirei neles."  O condutor então foi até os passageiros para verificar se eles estavam feridos antes de retornar a Goetz e perguntou se ele era um policial, o que Goetz negou, e então pediu a Goetz a arma, que Goetz se recusou a entregar.  Durante o tumulto, Goetz conseguiu sair sem que fosse reconhecido e, a partir de então, o atirador passou a ser conhecido como o “Vigilante do Metrô", segundo uma matéria da Time de 8 de abril de 1985. O caso fez dele um herói popular para muitos nova-iorquinos. Goetz fugiu para Bennington, Vermont, antes de se render à polícia nove dias após o tiroteio. Ele foi acusado de tentativa de homicídio, agressão, perigo imprudente e de não ter licença para porte de arma de fogo. Vários jornais da época, como o New York Post, cobriu o caso de Goetz e o ovacionaram como herói. O caso repercutiu e teve o apoio de muitos nova-iorquinos.
Goetz disse à polícia que sentiu que estava sendo roubado e que corria risco de violência, e explicou que já havia sido assaltado uma vez e quase assaltado várias vezes:  "Já estive em situações em que mostrei a arma. ... A ameaça, quando eu estava cercado, e naquele momento, mostrar a arma teria sido o suficiente, mas quando vi esse sujeito [Canty], quando vi o brilho em seus olhos ... e o sorriso em seu rosto ... e eles dizem que é uma piada e muitos deles dizem que é uma piada."  Questionado sobre suas intenções quando sacou seu revólver, Goetz respondeu: "Minha intenção era assassiná-los, machucá-los, fazê-los sofrer o máximo possível."  Goetz também disse que, depois de disparar quatro tiros, ele se moveu para Cabey e disse: "Você parece estar indo bem, aqui está outro", antes de atirar nele novamente. 
Mais tarde na fita, Goetz disse: "Se eu tivesse mais balas, eu teria atirado em todos eles de novo e de novo. Meu problema é que fiquei sem balas."  Ele acrescentou: "Eu ia, eu ia arrancar os olhos de um dos caras [Canty] com minhas chaves depois", mas disse que parou quando viu o medo em seus olhos.  Ele negou qualquer premeditação para o tiroteio, algo que havia sido especulado pela imprensa.

## Diante da Lei
Bernhard Goetz foi absolvido das acusações de tentativa de homicídio e agressão de primeiro grau e condenado por porte criminoso de arma de terceiro grau por portar uma arma carregada e sem licença em local público. Goetz foi originalmente condenado a 6 meses de prisão, 1 ano de tratamento psiquiátrico, cinco anos de liberdade condicional, 200 horas de serviço comunitário e uma multa de US$ 5.000.  Mas Goetz apelou da condenação e da sentença.  Quanto à condenação, Goetz argumentou que as instruções do júri do juiz desencorajaram indevidamente a anulação do júri ; a divisão de apelação e o Tribunal de Apelações de Nova York rejeitaram esse argumento. Quanto à sentença, Goetz argumentou que as leis estaduais sobre armas exigiam, no mínimo, uma sentença de um ano.  (De acordo com a lei então vigente em Nova Iorque, um réu condenado a 6 meses teria de cumprir, no mínimo, 90 dias, enquanto um réu condenado a 1 ano teria direito à libertação após 60 dias.) Neste ponto, o tribunal de recurso concordou, anulando a sentença.  Em prisão preventiva, o juiz Crane condenou Goetz a 1 ano de prisão e a uma multa de 5.000 dólares. Goetz acabou por cumprir 8 meses, recebendo crédito por bom comportamento . 
Um júri posteriormente considerou Goetz culpado de uma acusação de porte de arma de fogo sem licença e o absolveu das acusações restantes. Pelo crime de arma de fogo, ele cumpriu oito meses de uma sentença de um ano. Em 1996, Cabey obteve uma sentença civil de US$ 43 milhões contra Goetz depois que um júri civil considerou Goetz responsável, o equivalente a US$ 84 milhões hoje.